# Assoarma
Il Consiglio nazionale permanente delle associazioni d'arma (conosciuta anche come Assoarma) è la federazione delle associazioni d'arma della Repubblica Italiana.
Il presidente nazionale attuale è Paolo Gerometta (dal 22 gennaio 2024).

## Storia
L'associazione è la moderna evoluzione dei comitati di coordinamento o comitati italiani che dall'inizio degli anni cinquanta del XX secolo (ad eccezione di Milano, il cui comitato data 1934) tenevano in contatto tra loro le associazioni combattentistiche e d'arma. Già prima della formale costituzione di Assoarma la sezione di Milano svolgeva, in collaborazione con la Prefettura, attività di protezione civile, con il nome di Interarma.
Nel 1992, a seguito dell'approvazione della legge 24 febbraio 1992 , n. 225 ("Istituzione del servizio nazionale della protezione civile") il presidente di Interarma Milano, per adeguare l'attività alla nuova normativa, che imponeva precisi requisiti, costituiva l'associazione  Interarma Protezione Civile.
Con la modifica della denominazione da  Interarma ad  Assoarma l'ente di protezione civile ha mantenuto la denominazione originaria. Attualmente Interarma Protezione Civile è organizzata in Corpo Nazionale Interarma Protezione Civile, Interarma Lombardia Protezione Civile, cui partecipano associazioni delle Province di Milano, Cremona e Varese, ed Interarma Milano Protezione Civile. Il 2 giugno 2012, per la prima volta nella storia il ministro della Difesa ha approvato, in occasione della sfilata in parata per la Festa della Repubblica Italiana, la partecipazione di un reparto di formazione in rappresentanza dell'associazione.

## Struttura
Gli Assoarma sono organizzati secondo una struttura territoriale. Esistono quindi Assoarma regionali, provinciali, comunali. L'associazione, ereditando le funzioni dei comitati di coordinamento, è chiamata a svolgere un ruolo nuovo rispetto al passato, in quanto con l'abolizione del servizio di leva e l'introduzione della figura professionale del militare inquadrato in un esercito di carriera, i vari Assoarma hanno dovuto ripensarsi come riferimento per l'assistenza ai militari siano essi in quiescenza, in ausiliaria, nella riserva in congedo o in servizio a seconda di quanto stabilito dai singoli statuti e regolamenti. Il codice penale, infatti, limita la rappresentanza da parte di sindacati o patronati per i militari e contempla come forma principale di associazionismo militare le Associazioni d'arma.
In particolare la legge Scelba vietando l'associazionismo militare spontaneo finisce per riconoscere come legalmente valido solo quello istituito dallo Stato con appositi decreti ovvero riconosce validità giuridica solo alle associazioni nazionali d'arma (quali sono quelle che costituiscono Assoarma).